# Mercedes-Benz Tourismo
Mercedes-Benz Tourismo, officiellt benämnd O350, är en serie turist- och långfärdsbussar tillverkade av Daimler Buses under varumärket Mercedes-Benz sedan 1994. Det är den bäst säljande turistbussen i Europa som fortfarande är i produktion med över 37 000 sålda fordon (2024).
Mercedes-Benz lanserade första generationen av Tourismo på internationella motorshowen i Hannover 1994 som en uppföljare till O340. Sen dess har det introducerades två ytterligare generationer, andra generationen år 2006 och tredje generationen år 2017. Tredje generation Tourismo ersätte Mercedes-Benz Travego, Mercedes flagskeppsmodell, förutom i Turkiet då denna säljs endast för inhemsk marknad.